# Аеропорт (станція, Вантаа)
60°18′58″ пн. ш. 24°58′08″ сх. д. / 60.316° пн. ш. 24.969° сх. д.
Аеропорт (фін. Lentoaseman rautatieasema, швед. Flygplatsens järnvägsstation)— залізнична станція мережі приміських залізниць Гельсінкі, розташована в Авіаполіс, Вантаа, Фінляндія, між станціями Авіаполіс та Лейнеля.
Розташована на території міжнародного аеропорту Гельсінкі-Вантаа та управляється компанією VR Group. 
Знаходиться за 26 км на північний схід від Гельсінкі-Центральний, час в дорозі — 30 хвилин.
Пасажирообіг у 2019 склав 4,406,584 осіб

Станцію відкрито 10 липня 2015 року з частковими недоробками. 
За добу здійснюється близько 200 рейсів (~ кожні 10 хвилин).
Відстань від станції до першого терміналу становить 350 м, а до другого – 700 м.
Пасажири, які прибувають до Гельсінкі на поїздах далекого прямування з інших регіонів Фінляндії, мають можливість добиратися до аеропорту безкоштовно. 
Пересадку необхідно зробити протягом 80 хвилин від часу прибуття поїзда.
Разові квитки (5 євро) можна купити в автоматах у всіх трьох залах прильоту аеропорту, а також у співробітників HSL (з (9:00 до 21:00) у вестибюлі станції, що працює).
Конструкція — односклепінна глибокого закладення (глибина закладення — 45 м), з однією прямою острівною платформою.

## Пересадки
- Автобуси: 415N, 431N, 562, 570, 600